# Байдавлетовский сельсовет
Байдавлетовский сельсовет — муниципальное образование в Зианчуринском районе Башкортостана.

## История
Согласно «Закону о границах, статусе и административных центрах муниципальных образований в Республике Башкортостан» имеет статус сельского поселения.

## Население
| 2002 | 2009  | 2010  | 2012  | 2013  | 2014  | 2015  |
| ---- | ----- | ----- | ----- | ----- | ----- | ----- |
| 1249 | ↗1270 | ↘1105 | ↘1090 | ↘1039 | ↘1015 | ↘1001 |
| 2016 | 2017  |       |       |       |       |       |
| ↘979 | ↘966  |       |       |       |       |       |

## Состав сельского поселения
| № | Населённый пункт | Тип населённого пункта          | Население |
| - | ---------------- | ------------------------------- | --------- |
| 1 | Серегулово       | деревня, административный центр | ↘306      |
| 2 | Ибраево          | деревня                         | ↘479      |
| 3 | Байдавлетово     | село                            | ↘207      |
| 4 | Сазала           | деревня                         | ↘93       |
| 5 | Сулейманово      | деревня                         | ↗20       |